# Pensamento divergente
Pensamento divergente é um processo de pensamento cujo objetivo é achar o maior número possível de soluções para um problema. Essa capacidade é usada para gerar ideias e resolver algo criativamente, em oposição ao pensamento convergente, que consiste em achar uma única solução apropriada a um problema.
Os termos pensamento convergente e divergente substituíram inteligência (como medida pelos testes de QI) e criatividade. Foram introduzidos por Joy Paul Guilford, que observou haver dois tipos de resposta a um problema. Chamou-as de produção convergente e produção divergente.
O pensamento divergente requer que se busquem ideias de vários campos do saber e disciplinas. Dela, surge a produção divergente, ou seja, a obtenção criativa de múltiplas respostas a um problema. Por exemplo: quais são os usos de um lençol?